# Haya obovata
Haya obovata es la única especie del género monotípico Haya,  perteneciente a la familia de las cariofiláceas. Es  originaria de Yemen donde se encuentra en Socotra.

## Hábitat
Se encuentra en barrancos y laderas, en piedra caliza y granito,  en zonas de arbustos de hoja caduca en lugares secos. Altitud de 200-1,300 m. 

## Descripción
Es una hierba postrada bastante insignificante. Las flores son pequeñas y casi completamente ocultas dentro de los grupos globosos de brácteas escariosas parduscas. Haya obovata es superficialmente similar a Polycarpaea hayoides pero difiere en sus cápsulas de una sola semilla y sésiles, con racimos de flores.

## Taxonomía
Haya obovata fue descrita por Isaac Bayley Balfour y publicado en Proceedings of the Royal Society of Edinburgh 12: 408. 1884.